# Dorcadion tibiale
Dorcadion tibiale är en skalbaggsart som först beskrevs av Jakovlev 1890.  Dorcadion tibiale ingår i släktet Dorcadion och familjen långhorningar. Inga underarter finns listade i Catalogue of Life.